# Christel Goltz
Christel Goltz, zam. Schenk (ur. 8 lipca 1912 w Dortmundzie, zm. 15 listopada 2008 w Baden) – niemiecka śpiewaczka operowa, sopran.

## Życiorys
Kształciła się w Monachium. Na początku kariery występowała jako śpiewaczka chóralna i tancerka. Od 1935 roku śpiewała w operze w Fürth, gdzie miał miejsce jej debiut (Agata w Wolnym strzelcu C.M. von Webera).  Od 1936 do 1950 roku występowała w operze w Dreźnie. Od 1947 roku związana była z Staatsoper i Städtische Oper w Berlinie, a od 1951 roku z Operą Wiedeńską. W 1952 roku otrzymała tytuł Kammersängerin. Występowała w La Scali w Mediolanie i Covent Garden Theatre w Londynie, w 1954 roku tytułową rolą w Salome Richarda Straussa debiutowała w nowojorskiej Metropolitan Opera. W 1954 roku na festiwalu w Salzburgu kreowała tytułową rolę w prapremierowym przedstawieniu opery Penelope Rolfa Liebermanna.
Ceniona zwłaszcza za tytułowe role w Salome i Elektrze Richarda Straussa, wykonywała też partie Leonory w Fideliu Beethovena, Lizy w Damie pikowej Czajkowskiego i Marii w Wozzecku Berga. Dokonała nagrań płytowych dla wytwórni Deutsche Grammophon i Decca.